# Ameropterus mortoni
Ameropterus mortoni är en insektsart som beskrevs av Peter Esben-Petersen 1933. 
Ameropterus mortoni ingår i släktet Ameropterus och familjen fjärilsländor. Inga underarter finns listade i Catalogue of Life.